# Трумборе, Сьюзан
Сьюзан Трумборе (Susan (Sue) E. Trumbore; род. 1959) — американский биогеохимик, специалист в области глобального углеродного цикла. Член НАН США (2010) и Леопольдины (2015), доктор философии (1989), профессор Калифорнийского университета, где трудится с 1991 года, директор (с 2009) Max Planck Institute for Biogeochemistry.
Отмечена медалью Бенджамина Франклина (2018). Лауреат премии Бальцана (2020).

## Биография
Изучала геологию в Делавэрском университете (бакалавр геологии, 1981). Степень доктора философии по геохимии получила в Колумбийском университете в 1989 году, ученица Уоллеса Брокера. В 1989—1991 гг. исследователь-постдок в Ливерморской национальной лаборатории, Lamont–Doherty Earth Observatory, ETH Zurich. Ассистент-профессор (с 1991), ассоциированный профессор (с 1996), с 2000 г. фул-профессор Калифорнийского университета в Ирвайне. С октября 2009 года директор и научный член Max Planck Institute for Biogeochemistry.
Почётный профессор Йенского университета имени Фридриха Шиллера.
Главред журнала AGU Advances. В 2014—2017 гг. главред журнала Global Biogeochemical Cycles (GBC).
Фелло Американского геофизического союза (2005) и Американской ассоциации содействия развитию науки (2006).

### Награды и отличия
- Presidential Young Investigator Award[англ.] (1993)
- UD’s Presidential Citation for Outstanding Achievement award (1993)
- Медаль Бенджамина Франклина (2018)[6]
- BES Marsh Award for Climate Change Research (2019)[7]
- Премия Бальцана (2020)[5][8][9]
- Vladimir Ivanovich Vernadsky Medal[нем.] (2021)